# 久世広業
久世 広業（くぜ ひろなり）は、下総国関宿藩最後の藩主、知藩事。関宿藩久世家9代。

## 生涯
安政5年（1858年）3月24日、先々代藩主・久世広周の次男として江戸関宿藩邸で生まれる。明治元年12月7日（1869年1月19日）に兄で先代藩主の広文（当時14歳）が戊辰戦争で関宿藩内の佐幕派に擁されて新政府と戦ったことで隠居・減封・官位剥奪の処分を受けたため、兄の養子として12月14日に家督を継いだ。
明治2年（1869年）6月、版籍奉還により関宿藩知事に任じられ、8月24日に従五位下に叙位された。明治4年（1871年）7月の廃藩置県で免官される。明治17年（1884年）7月8日、子爵に叙任される。明治44年（1911年）11月7日に死去。享年54。

## 家族
父母
- 久世広周（実父）
- 玉井氏 ー 側室（実母）
- 久世広文（養父）

妻
- 松平由 ー 松平信宝の三女（正妻）
- 有馬直子 ー 有馬道純の四女（継妻）

子女
- 久世広英
- 久世盈吉
- 久世貞子 ー 子爵桜井義功夫人後に男爵常磐井堯猷夫人
- 久世順吉
- 久世勝之助
- 久世雄吉
- 久世敏子 ー 子爵松平武親夫人
- 久世八重子 ー 子爵織田長義夫人後に留守邦太郎夫人

| 日本の爵位 | 日本の爵位                              | 日本の爵位    |
| ---------- | --------------------------------------- | ------------- |
| 先代 叙爵  | 子爵 （関宿）久世家初代 1884年 - 1911年 | 次代 久世広英 |